# Vaï (langue)
Pour les articles homonymes, voir Vaï.
Le vaï est une langue mandée du Libéria et de Sierra Leone. C’est la langue du peuple vaï. Elle a la particularité d’avoir son propre système d’écriture : le syllabaire vaï, créé par Momolu Duwalu Bukele en 1833.

## Système de numération
Le système de numération vaï est un système quinaire.